# Château-Garnier
Château-Garnier is een gemeente in het Franse departement Vienne (regio Nouvelle-Aquitaine) en telt 632 inwoners (2005). De plaats maakt deel uit van het arrondissement Montmorillon.

## Geografie
De oppervlakte van Château-Garnier bedraagt 36,7 km², de bevolkingsdichtheid is 17,2 inwoners per km².
De onderstaande kaart toont de ligging van Château-Garnier met de belangrijkste infrastructuur en aangrenzende gemeenten.

## Demografie
Onderstaande figuur toont het verloop van het inwonertal (bron: INSEE-tellingen).